# Shallow Tears
Shallow Tears is een single van de Amerikaanse postpunkband Light Asylum. De single is afkomstig van het gelijknamige debuutalbum van de band. Het nummer werd in 2012 door het platenlabel Mexican Summer op 12" vinyl uitgebracht. De B-kant van de single is het nummer Genesis.

## Tracklist
| Nr. | Titel         | Duur |
| --- | ------------- | ---- |
| 1.  | Shallow Tears | 5:07 |
| 2.  | Genesis       | 4:35 |